# Quicksand (film fra 1918)
Quicksand er en amerikansk stumfilm fra 1918 af Victor Schertzinger.

## Medvirkende
- Henry A. Barrows - John Boland
- Edward Coxen - Jim Bowen
- Dorothy Dalton - Mary Bowen
- Frankie Lee - Frankie Bowen
- Philo McCullough - Alan Perry